# Atrichopogon palmatus
Atrichopogon palmatus är en tvåvingeart som beskrevs av Tokunaga 1962. Atrichopogon palmatus ingår i släktet Atrichopogon och familjen svidknott. Inga underarter finns listade i Catalogue of Life.